# Абдул-Рахман (астраханський хан)
Абдул-Рахман (д/н — 1545) — астраханський хан у 1533—1537 і 1539—1545 роках.

## Життєпис
Походив з родини Махмудовичів роду Тукатимуридів, гілки династії Чингізидів. Син астраханського хана Абдул-Керіма. Разом з батьком з 1515 року кочував серед ногаїв. 1533 року за підтримки Саїд-Ахмад-бея повалив астраханського хана Ак-Кубека, захопивши владу.
Під тиском знаті й ногайців 1533 року уклав з Великим князівством Московським договір, який надав більше прав московським купцям. Намагався звільнитися від опіки Саїд-Ахмад-бея, можливо 1535 року підтримав заколот проти останнього його родичів — нащадків Ямгурчі-бея. Тому після відновлення авторитету і влади Саїд-Ахмад-бея в Ногайській Орді повалений. Новим ханом поставлений представник Ахматовичів — Дервіш-Алі.
1539 року, ймовірно за підтримки мірзи Шейх-Мамая відновився на астраханському троні. В подальшому ймовірно брав участь у війнах Шейх-Мамай-бея проти Саїд-Ахмед-бея. Повалений 1545 року Ак-Кубеком.